# Taiyuan

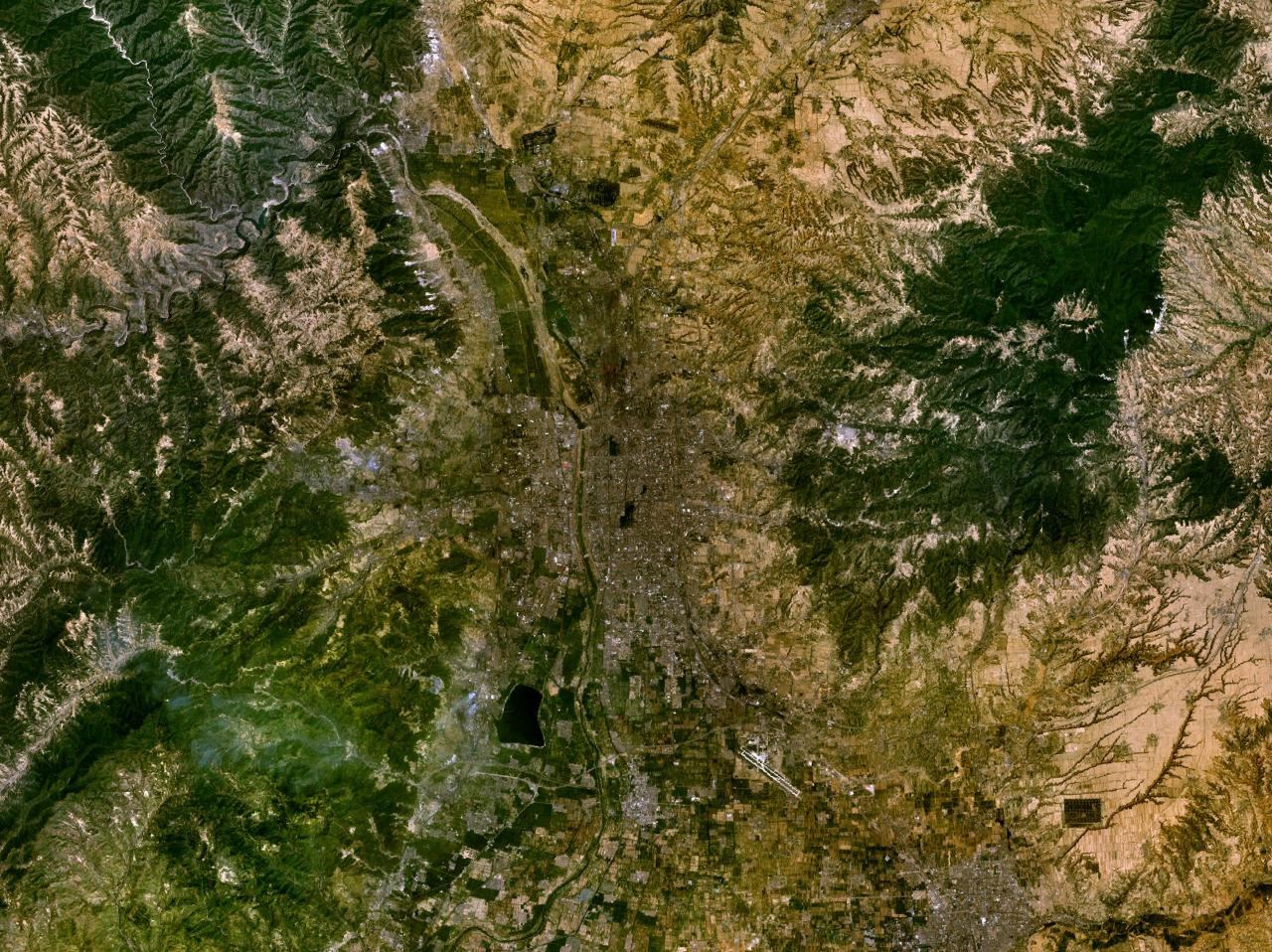
Miasto z satelity

Taiyuan (chiń. 太原; pinyin Tàiyuán, wym. [tʰaɪ̂ɥɛ̌n]) – miasto o statusie prefektury miejskiej w środkowych Chinach, ośrodek administracyjny prowincji Shanxi. W 2010 roku liczba mieszkańców miasta wynosiła 2 809 501. Prefektura miejska w 1999 roku liczyła 3 304 023 mieszkańców.
Przez miasto przepływa z północy na południe rzeka Fen He, dopływ Huang He. Oba brzegi łączą trzy mosty:
- Yingze
- Yifen
- Shengli

W mieście znajduje się stacja kolejowa Taiyuan.

## Gospodarka
Ośrodek hutnictwa żelaza, przemysłu maszynowego, elektrotechnicznego, elektronicznego, chemicznego, włókienniczego, skórzano-obuwniczego, spożywczego; ośrodek szkolnictwa wyższego. Siedziba rzymskokatolickiej archidiecezji Taiyuan. Miasto posiada własny port lotniczy.
PKB na osobę wyniosło ¥12821 (ok. $1550) w 2003 roku, co daje 171 miejsce wśród 639 miast chińskich.

## Współpraca
Miejscowości partnerskie:
- Chemnitz, Niemcy
- Himeji, Japonia
- Launceston, Australia
- Liège, Belgia
- Nashville, Stany Zjednoczone
- Newcastle upon Tyne, Wielka Brytania
- Saint-Denis, Francja, od 2012
- Saratów, Rosja
- Syktywkar, Rosja